# باتو، کوالا لامپور
باتو (به لاتین: Batu) یک واحد جغرافیایی انتخاباتی پارلمانی در حومهٔ شمالی کوالا لامپور، مالزی است که ناحیه بین سنتول و غارهای باتو را پوشش می‌دهد.